# Bryconamericus icelus
Bryconamericus icelus är en fiskart som beskrevs av Dahl, 1964. Bryconamericus icelus ingår i släktet Bryconamericus och familjen Characidae. Inga underarter finns listade.